# قوة البحر 21
قوة البحر 21، هي خطة للتحول أطلقتها البحرية الأمريكية في عام 2003 في محاولة لجعل البحرية أكثر مرونة في مواجهة التهديدات المستقبلية بشكل فعال.
هناك ثلاثة مفاهيم أساسية في قوة البحر 21.
- مشروع البحر: وتنطوي على تحسين التوافق التنظيمي، وتحسين المتطلبات، وإعادة استثمار الانفاق للمساعدة في تحويل مقر البحرية، والقيادات، وضباط القيادة. توفر أيضًا وسيلة لفحص ممارسات الإنفاق البحرية.
- محارب البحر: تعتزم ربط عمليات أفراد الأسطول (التجنيد والتدريب والتعيين) بعمليات التوريد (شراء السفن والطائرات وما إلى ذلك) بطريقة تعمل أيضًا على تحسين قدرة كل بحار على توجيه حياته المهنية في اتجاه مرضي. هدف العملية هو حشد العدد المناسب من البحارة ذوي المهارات والأقدمية المناسبة بشكل أكثر كفاءة في كل سفينة وسرب ومركز عمل، وبالتالي تعزيز فعالية القتال المشترك للبحرية بأكملها.
- تجربة البحر: تستلزم التطور السريع للتقنيات باستخدام التجريب وألعاب الحرب. يعمل قائد قيادة قوات أسطول الولايات المتحدة كوكيل تنفيذي، وتدعمه قيادة تطوير الحرب البحرية.

## روابط خارجية
- قوة البحر 21
  - الفصل 1: تحقيق رؤية قوة البحر 21
  - الفصل 2: من الرؤية إلى قرارات البرنامج
  - الفصل 3: متطلبات القدرات
  - الفصل 4: التوقعات المالية
- جعل قوة البحر 21 حقيقة واقعة